# Библиотеки Древнего Рима
Библиоте́ки в Дре́внем Ри́ме появились относительно поздно, примерно ко II веку до н. э. Римское государство, в отличие от древнегреческих и эллинистических правительств, не интересовалось системой образования и накопления книг, первые библиотеки в Риме были частными, их фонды составлялись из греческих книг, захваченных во время завоеваний. Только на рубеже новой эры императоры стали заботиться о библиотеках, финансировать их создание и копирование книг. Книжная культура Рима хорошо известна из литературных источников золотого века латинской литературы, сохранилась и единственная целостная библиотека того времени — на вилле Папирусов в Геркулануме. К III веку, согласно некоторым источникам, в Риме насчитывалось 28 государственных публичных библиотек, которые традиционно включали две секции — латинской и греческой литературы, и даже могли иметь специализацию. Последние упоминания о публичных библиотеках встречаются в императорских указах IV века, но, судя по отрывочным сведениям, в какой-то форме некоторые из них существовали ещё в 470-е годы — в последние годы существования Западной Римской империи. Частные библиотеки подчас имели огромный объём, сопоставимый с фондами государственных библиотек.

## Период Республики
Римская литература возникла на рубеже III—II веков до н. э. и тогда же в обществе возник интерес к книгам и книжной культуре. Государство не оказывало на эти процессы никакого влияния: Плиний Старший в «Естественной истории» (XVIII, 22) сообщал, что когда в конце Второй Пунической войны в руки римлян попало большое количество карфагенских книг, сенат распорядился передать их союзным правителям Северной Африки. Плутарх в биографии Павла Эмилия сообщал, что полководец разрешил своим сыновьям забрать всю вывезенную им в 167 году до н. э. библиотеку македонского царя Персея. Среди афинской добычи Суллы в 86 году до н. э. была и библиотека Апелликона, содержащая полное собрание трудов Аристотеля.
Значительные количества книг были захвачены Лукуллом во время последней войны с Митридатом. Огромная добыча досталась Лукуллу в Амисе в 71 году до н. э.; этот город называли «Афинами Понта». Библиотеку Лукулла описывал и Цицерон (De fin., III, 7). Плутарх писал о книжных трофеях так:

Он собрал множество книг, красиво написанных, и ещё больше славы, чем приобретение их, доставило ему их использование. Библиотеки его были открыты для всех желающих, и их портики и залы для занятий могли беспрепятственно посещаться всеми эллинами…— Сравнительные жизнеописания. Лукулл, 42
Именно к республиканскому периоду относится единственная сохранившаяся древнеримская библиотека виллы Папирусов, оставшаяся под завалами пемзы и пепла в Геркулануме, и раскопанная в 1752—1754 годах. Здесь могло находиться от 800 до 1800 свитков, преимущественно философского содержания, причём считается, что основной библиотечный фонд был сформирован в Сирии либо Афинах философом Филодемом, и лишь затем библиотека была перевезена в Италию. Владельцем библиотеки обыкновенно называют Луция Кальпурния Пизона — тестя Цезаря. Латинских произведений сохранилось немного, возможно, из-за того, что латинские книги хранились отдельно, и это помещение так и не раскопано. Часть книг осталась лежать в перистиле, где их бросили читатели. Среди обнаруженных текстов — поэма неизвестного автора, прославляющего победу Октавиана при Акции. Интересной особенностью книжного фонда было большое количество экземпляров одного и того же произведения, представляющего различные варианты его текста, возникавшие при переписывании или восполняющие лакуны в дефектных копиях.
Тит Помпоний Аттик, более всего известный как издатель сочинений Цицерона, был также первым римским предпринимателем, профессионально занявшимся книжной торговлей, что неоднократно упоминается в цицероновых письмах (Ad. Att., I, 10; II, 4, 1, и т. д.). Как можно понять из переписки с Цицероном, он занимался перепродажей целых библиотек. Марк Туллий Цицерон сам располагал обширной библиотекой, пополняемой не только путём покупки. У него были домашние рабы-писцы, копировавшие те сочинения, которые было нельзя купить; об этом он писал в письме брату Квинту (III, 4, 5). Заведовал библиотекой Тираннион — греческий вольноотпущенник, некогда принадлежавший Теренции — жене Цицерона. В июне 56 года до н. э. Цицерон писал Аттику по поводу оснащения его книг ярлыками-индексами (IV, 8):

…После того, как Тираннион привел мои книги в порядок, мне кажется, что в моем жилище водворилась душа.
Вместе с Тираннионом в доме у Цицерона работали и люди Аттика — Дионисий и Менофил, — судя по именам, — греки. Возможно, они были работниками скриптория, принадлежавшего Аттику и находившегося в Афинах. Характерно, что издательским центром того времени были Афины, в архиве которых хранились государственные эталоны классических произведений древнегреческой литературы, и жили многочисленные образованные люди, профессионально занимавшиеся филологией и сверкой текстов. С конца республиканского периода в Риме стали появляться специальные наставления по библиографии, содержащие рекомендации относительно того, как надо приобретать книги, — как, например, книга Геренния Филона «О приобретении и выборе книг», на греческом языке (в 12 книгах). Существовало и сочинение Варрона «О библиотеках», в 3 книгах (на латинском языке).

## Период Империи
В имперский период собирание книг стало модой. Сенека (De tranqu. an., 9, 4) обличал владельцев многочисленных книг, которые за всю жизнь ни разу не удосужились прочесть хотя бы заглавия («индексы») своих книг. По его словам, библиотека стала необходимым украшением дома, и стала обставляться со всевозможной роскошью, как ванные комнаты и бани. В Риме императорской эпохи частные библиотеки встречались гораздо чаще, чем во времена Республики. Даже вольноотпущенники, разбогатев, непременно обзаводились библиотекой (в «Сатириконе» Петрония Трималхион хвастает, что у него их целых три).
Традиция сохранила лишь случайные имена владельцев крупных библиотек. Среди них — Вергилий, библиотека которого была открыта для его друзей. Упоминания о частных библиотеках встречаются в письмах Плиния Младшего, сам он подарил свою библиотеку городу Комо. Крупная провинциальная библиотека была в собственности Плутарха. Размер этих собраний бывал исключительно велик: некий грамматик Эпафродит (упоминаемый Судой) составил себе библиотеку из 30 000 свитков, такой же величины достигало собрание Тиранниона (учителя Страбона). В начале III века нашей эры врач Серен Саммоник собрал 62 000 свитков, его сын подарил их младшему Гордиану.
Новшеством императорской эпохи стало появление в Риме публичных библиотек. Предположительно, первую такую библиотеку основал полководец, политический деятель и литератор Гай Азиний Поллион. Об этой стороне его деятельности кратко писал Плиний Старший в «Естественной истории» (XXXV, 9): «Это было изобретение Азиния Поллиона, который, первым основав библиотеку, сделал духовные богатства людей общественным достоянием (qui primus bibliothecam dicando ingenia hominum rem publicam fecit)». Помещалась она в вестибюле храма Свободы, в Атриуме. Овидий, посылая в Рим III книгу своих «Скорбных элегий», писал именно о ней:

Также Свобода мне Атриум свой не раскроет, кто первым

Книгам искусных певцов там предоставил приют.— III, 1, 70
Создание этой библиотеки имело большое политическое и культурное значение. Отныне к классической греческой и римской литературе получили доступ те читатели, которые не имели средств на личные библиотеки. Эта инициатива была подхвачена Цезарем. По сообщению Светония (Iul., 44) в числе задуманных Цезарем, но не осуществленных дел было создание двух крупнейших общественных библиотек, одна из которых была предназначена для греческих книг, другая — для латинских. Заботу об их создании и всё руководство этим делом должен был взять на себя известный учёный Марк Теренций Варрон. Октавиан Август воздвиг в Риме храм Аполлона Палатинского, в портиках которого располагалась двухсекционная (греческая и латинская) публичная библиотека. О ней, помимо Светония, упоминал и Гораций в своих «Посланиях» (I, 3, 17), а также Овидий (Trist., III, 1, 60). Из схолиев к Ювеналу (I, 128) известно, что в библиотеке храма Аполлона были собраны книги по гражданскому праву и свободным искусствам. Почти через полтора века фондами этой библиотеки пользовался Марк Аврелий, но она погибла при пожаре во время правления его сына Коммода.
Август основал и другую библиотеку, в портике Октавии (в честь сестры императора), как сообщает Светоний в его биографии (29). Её возглавлял некий Мелисс, вольноотпущенник Мецената, которому покровительствовал сам император. В ней также хранились греческие и латинские книги. Несмотря на то, что при строительстве этой библиотеки были приняты противопожарные меры, она сгорела в 80 году н. э. Светоний в биографии Домициана особо сообщал, как император пытался восстановить библиотеки Рима, пострадавшие от пожаров, с помощью книжных богатств Александрийской библиотеки, куда были посланы люди специально для переписки и редактирования книг.
Императоры последующих династий, сменившие Юлиев-Клавдиев, также основывали новые библиотеки. Веспасиан использовал для этой цели храм Мира, построенный в 75 году в память победы над Иудеей. «Библиотека Мира», как стали её называть в Риме, была широко известна; в ней сохранялись, главным образом, произведения учёных-грамматиков. Это был прообраз научной библиотеки со специализированным профилем, о чём неоднократно упоминал Авл Геллий. Из одного замечания Требеллия Поллиона (Hist. Aug. trig. tyr., 31, 10) видно, что она существовала ещё в III веке, и там собирались литераторы и грамматики для учёных бесед.
Император Траян основал Ульпиеву библиотеку на форуме Траяна; она функционировала ещё в 470-е годы, согласно упоминанию епископа Галлии Сидония Аполлинария (Ep., IX, 16). Даже тогда в ней сохранялись латинское и греческое отделения. Есть сведения, что её фонды в III веке перемещали в термы Каракаллы или термы Диоклетиана, но Сидоний описывал её на старом месте. Из краткого описания Клавдия Вописка следует, что шкафы в этой библиотеке были пронумерованы. Поскольку в «Истории августов» неоднократно упоминаются официальные документы, хранящиеся в этой библиотеке, можно предположить, что она совмещала функции государственного архива, при наличии специальных хранилищ делопроизводственной документации городской префектуры. Общее число римских библиотек приведено в древнем описании Рима — Notitia regionum urbis Romae — и равно 28.
Судя по упоминаниям в разных источниках, императорские библиотеки имели особый штат обслуживающего персонала. Во главе каждой из них стоял прокуратор, что следует из римских надписей. Этим чиновникам подчинялись рабы, принадлежавшие государству или императорскому дому. Старший из них носил звание магистра. С эпохи Клавдия имеются намёки на существование централизованного управления императорскими библиотеками Рима во главе с «прокуратором библиотек». При Адриане эту должность занимал известный филолог Луций Юлий Вестин, ранее бывший главой Александрийского музея. Существовали и специальные лица, следившие за порядком в библиотечных помещениях («вилик библиотеки»).
Последнее упоминание о персонале императорских библиотек содержится в Кодексе Феодосия (XIV, 9, 2). Это эдикт императора Валента от 372 года «Об антиквариях и хранителях Константинопольской библиотеки». Там в числе прочих мер предписывается назначить четырёх греческих и трёх латинских антиквариев — специалистов по реставрации и переписке старинных книг — для изготовления новых книг и восстановления старых.
Об упадке интереса к учёности и библиотекам в Риме IV века свидетельствовал Аммиан Марцеллин (XIV, 6, 18), утверждавший, что «библиотеки подобны кладбищам». Серьёзный урон римским библиотекам нанесли гражданские войны времён поздней Империи и варварские нашествия 410 и 455 годов. В результате уже к VI веку — деятельности Кассиодора — книги в Италии стали редкостью.